# Les Autels-Villevillon
Les Autels-Villevillon és un municipi francès, situat al departament de l'Eure i Loir i a la regió de Centre – Vall del Loira. L'any 2007 tenia 137 habitants.

## Demografia

### Població
El 2007 la població de fet de Les Autels-Villevillon era de 137 persones. Hi havia 68 famílies, de les quals 28 eren unipersonals (8 homes vivint sols i 20 dones vivint soles), 20 parelles sense fills i 20 parelles amb fills.
La població ha evolucionat segons el següent gràfic:
Habitants censats

### Habitatges
El 2007 hi havia 135 habitatges, 61 eren l'habitatge principal de la família, 65 eren segones residències i 9 estaven desocupats. Tots els 135 habitatges eren cases. Dels 61 habitatges principals, 56 estaven ocupats pels seus propietaris, 4 estaven llogats i ocupats pels llogaters i 1 estava cedit a títol gratuït; 1 tenia una cambra, 6 en tenien dues, 20 en tenien tres, 15 en tenien quatre i 20 en tenien cinc o més. 46 habitatges disposaven pel capbaix d'una plaça de pàrquing. A 29 habitatges hi havia un automòbil i a 27 n'hi havia dos o més.

### Piràmide de població
La piràmide de població per edats i sexe el 2009 era:
| Homes | Edats   | Dones |
| ----- | ------- | ----- |
| 1     | 95 o +  | 0     |
| 1     | 90 a 94 | 0     |
| 0     | 85 a 89 | 3     |
| 2     | 80 a 84 | 0     |
| 2     | 75 a 79 | 6     |
| 3     | 70 a 74 | 2     |
| 7     | 65 a 69 | 9     |
| 1     | 60 a 64 | 3     |
| 4     | 55 a 59 | 4     |
| 7     | 50 a 54 | 2     |
| 5     | 45 a 49 | 6     |
| 6     | 40 a 44 | 5     |
| 3     | 35 a 39 | 3     |
| 4     | 30 a 34 | 2     |
| 2     | 25 a 29 | 1     |
| 2     | 20 a 24 | 4     |
| 7     | 15 a 19 | 3     |
| 4     | 10 a 14 | 1     |
| 1     | 5 a 9   | 2     |
| 1     | 0 a 4   | 1     |

## Economia
El 2007 la població en edat de treballar era de 88 persones, 70 eren actives i 18 eren inactives. De les 70 persones actives 65 estaven ocupades (41 homes i 24 dones) i 5 estaven aturades (2 homes i 3 dones). De les 18 persones inactives 7 estaven jubilades, 2 estaven estudiant i 9 estaven classificades com a «altres inactius».

### Ingressos
El 2009 a Les Autels-Villevillon hi havia 77 unitats fiscals que integraven 173 persones, la mediana anual d'ingressos fiscals per persona era de 16.548 €.

### Activitats econòmiques
Dels 4 establiments que hi havia el 2007, 1 era d'una empresa de fabricació d'altres productes industrials, 1 d'una empresa de comerç i reparació d'automòbils, 1 d'una empresa financera i 1 d'una empresa classificada com a «altres activitats de serveis».
L'únic servei als particulars que hi havia el 2009 era un taller de reparació d'automòbils i de material agrícola.
L'any 2000 a Les Autels-Villevillon hi havia 13 explotacions agrícoles que ocupaven un total de 920 hectàrees.

## Poblacions més properes
El següent diagrama mostra les poblacions més properes.